# Internationaal Centrum voor Beslechting van Investeringsgeschillen

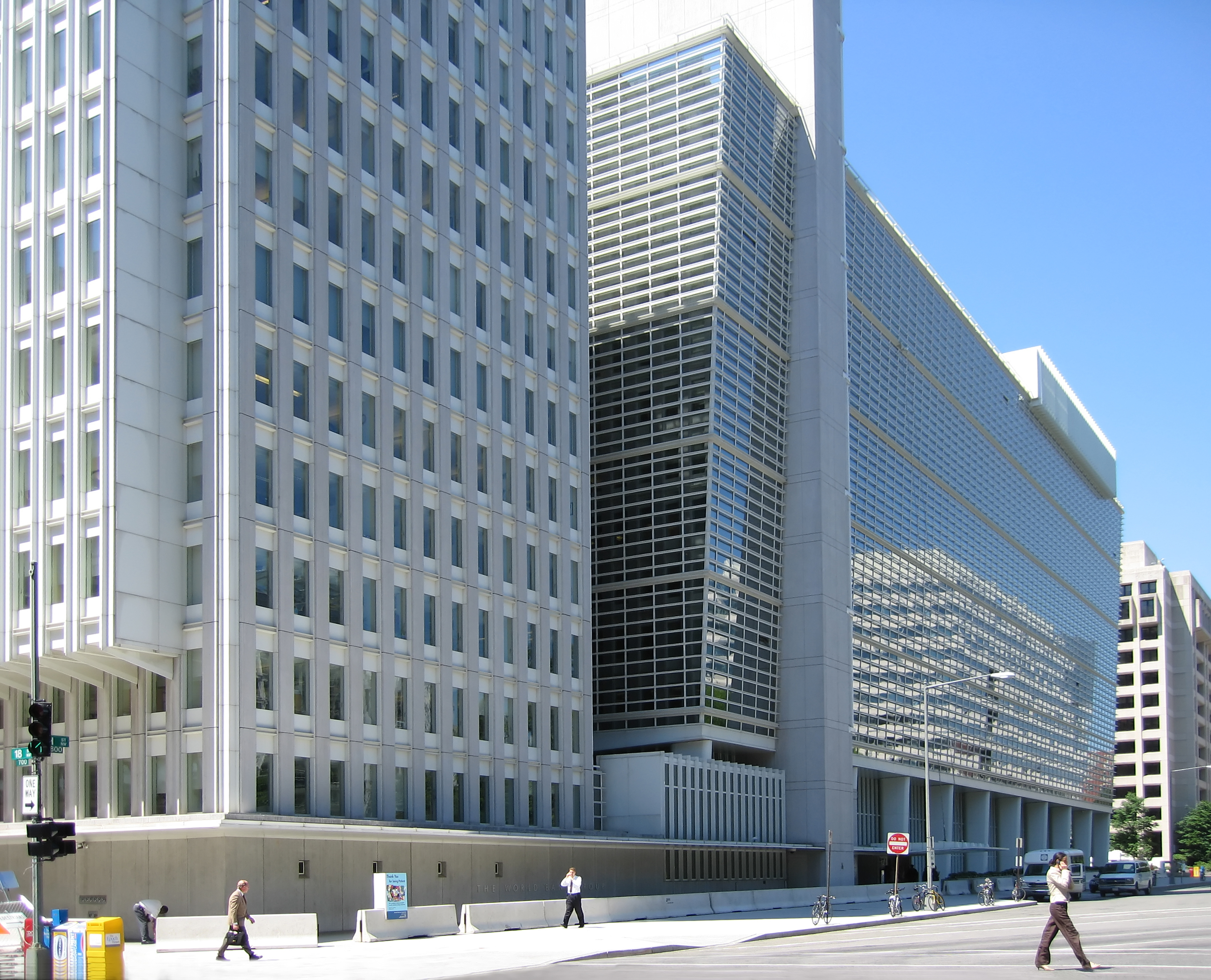
Gebouwen van de Wereldbank met de ICSID-zetel

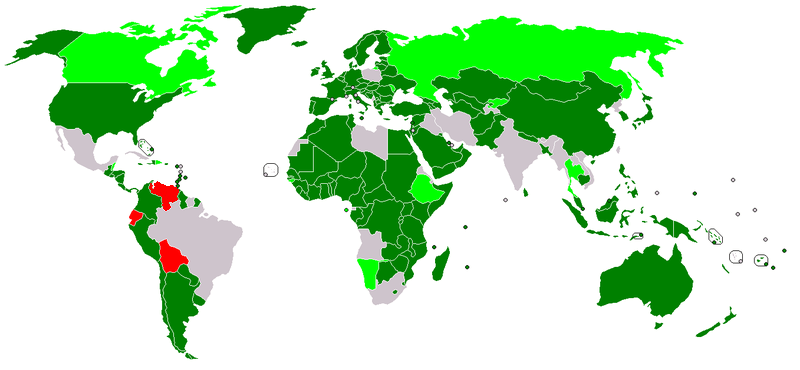
In voege
Ondertekend maar niet bekrachtigd
Ondertekend maar teruggetrokken

Het Internationaal Centrum voor Beslechting van Investeringsgeschillen ("ICBI", beter gekend onder de Engelse afkorting "ICSID") is een zelfstandig onderdeel van de Wereldbank dat investeerder-staatarbitrage organiseert. Midden 2014 had het centrum 294 zaken afgehandeld, waarvan er bijna 90% was ingediend in de laatste twintig jaar.

## Doel
ICSID en het ICSID-verdrag hebben tot doel om internationale investeringen te beschermen via een supranationaal systeem van particuliere rechtspraak. Hoewel het theoretisch mogelijk is dat een verdragsstaat een claim instelt tegen een investeerder, is dit in de praktijk nog niet voorgevallen. Gelet op de neiging van multinationale groepen om er voor te zorgen dat enkel hun lokale filiaal zich aansprakelijk stelt, hebben staten genoeg aan de nationale rechtbanken om disputen op te lossen.

## Geschiedenis
Het ICSID werd opgericht door het Verdrag van 18 maart 1965 inzake de beslechting van geschillen met betrekking tot investeringen tussen Staten en onderdanen van andere Staten. Dit gebeurde op initiatief van de Internationale Bank voor Herstel en Ontwikkeling. Nog steeds huist het ICSID in de gebouwen van deze bank te Washington D.C..
In de beginjaren leidde het ICSID een grotendeels slapend bestaan. Pas in 1972 werd een eerste zaak in behandeling genomen (Holiday Inn vs. Marokko). Vanaf 1996 ging het aantal zaken alsnog omhoog. De vrij spectaculaire stijging ging hand in hand met het steeds groeiende aantal investeringsverdragen.

## Lidmaatschap
Wereldwijd erkennen zo'n 150 landen de rechtsmacht van het ICSID, waaronder België en Nederland, die bij de oorspronkelijke verdragsluitende partijen waren.
In België is het ICSID-verdrag in werking getreden op 26 september 1970. Pas in 2012 is België voor het eerst aangeklaagd onder het verdrag (zie verder: Ping An vs. België). Omgekeerd hebben een tweetal Belgische onderdanen zaken ingeleid op grond ervan (in 1999 tegen Maleisië en in 2001 tegen Burundi).
In Nederland is het verdrag van kracht sedert 14 oktober 1966. Sindsdien heeft één onderdaan er gebruik van gemaakt (zaak in 2005 tegen Venezuela).
Rusland en enkele andere landen hebben het verdrag onderschreven maar nooit geratificeerd, waardoor het er niet in voege is.
Grote landen als India, Brazilië, Mexico of Polen zijn geen lid. Bolivië (2007), Ecuador (2009) en Venezuela (2012) hebben dan weer hun lidmaatschap opgezegd. Honduras kondigde in februari 2024 aan uit de overeenkomst te stappen.

## Bevoegdheid
Drie voorwaarden moeten vervuld zijn opdat het ICSID zich over een geschil zou mogen buigen:
- de partijen zijn enerzijds een verdragsstaat en anderzijds een onderdaan van een verdragsstaat;
- het geschil vloeit rechtstreeks voort uit een investering;
- de partijen hebben er schriftelijk in toegestemd het geschil aan het ICSID voor te leggen.

In de opvatting van het ICSID is deze laatste voorwaarde zodanig ruim dat de schriftelijke toestemming ook kan worden gegeven vóór het geschil ontstaan is en op algemene wijze, bijvoorbeeld in een investeringsverdrag tussen landen. In sommige verdragen is dit zo verwoord dat de investeerder eerst de lokale rechtsmiddelen moet hebben uitgeput.
Buiten de verdragsbevoegdheid om organiseert het ICSID ook een zogenaamde "Bijkomende Faciliteit" (Additional Facility). Op basis daarvan kan het zaken behandelen met betrekking tot landen die geen lid zijn. Deze worden behandeld volgens een bijzondere procedure die door het Secretariaat is gepubliceerd. Uitspraken onder de Bijkomende Faciliteit genieten geen bijzondere status inzake erkenning en tenuitvoerlegging.

## Werking
Het ICSID telt twee organen: een Raad van Bestuur ("Administrative Council") die jaarlijks bijeenkomt, en een Secretariaat. De lidstaten laten zich over het algemeen vertegenwoordigen in de Raad van Bestuur door hun bewindvoerder bij de Wereldbank. De president van deze instelling zit ambtshalve de Raad van Bestuur voor.
Voor de eigenlijke geschillenbeslechting wordt per zaak een scheidsgerecht samengesteld. De scheidsrechters kunnen worden gekozen onder de Lijst van Arbiters ("Panel of Arbitrators") of erbuiten. Elk land mag vier arbiters aanduiden voor deze lijst. Hij wordt aangevuld met tien arbiters gekozen door de voorzitter. Standaard wordt een scheidsgerecht gevormd door elke partij één arbiter te laten aanwijzen en de voorzitter gezamenlijk, of - als dit niet lukt - door de voorzitter drie arbiters te laten kiezen. De zittingen verlopen als in een normale rechtbank maar achter gesloten deuren.
De uitspraken van een ICSID-scheidsgerecht zijn dwingend. Ze kunnen op geen enkele manier getoetst worden door de nationale rechter. Dit geeft het ICSID een hoge mate van autonomie, bijvoorbeeld over hoe het de invulling beoordeelt van het criterium van de schriftelijke toestemming. Het enige beroep is een procedure tot nietigverklaring bij het ICSID zelf, op basis van een erg beperkt aantal gronden. Dit gebeurt dan door een nieuw scheidsgerecht, waarvan de rechters door de Voorzitter van het ICSID worden aangeduid.
De tenuitvoerlegging van de uitspraken is mogelijk in alle verdragsstaten zonder enige vorm van exequatur. De regels uit de Conventie van New York zijn uitgeschakeld.

## Locaties
De scheidsgerechten van het ICSID zetelen gewoonlijk in Washington. Met het akkoord van de partijen kan het geding ook gevoerd worden bij het Permanent Hof van Arbitrage in Den Haag of bij een andere instelling waarmee het ICSID een samenwerkingsovereenkomst heeft afgesloten. Dit zijn:
- de Regional Arbitration Centres van het Asian-African Legal Consultative Committee (Caïro, Kuala Lumpur en Lagos)
- het Australian Commercial Disputes Centre (Sydney)
- het Australian Centre for International Commercial Arbitration (Melbourne)
- het Gulf Cooperation Council Commercial Arbitration Centre (Bahrein)
- de Deutsche Institution für Schiedsgerichtsbarkeit (Keulen)
- het Singapore International Arbitration Centre (Singapore)
- de Maxwell Chambers (Singapore)
- het Hong Kong International Arbitration Centre (Hongkong)
- het Centro de Arbitraje y Conciliación (Bogota)

## Prominente zaken

### Aguas del Tunari vs. Bolivië
In 2002 eiste het Boliviaanse filiaal van Bechtel 50 miljoen dollar schadevergoeding van Bolivië. Onder druk van de Wereldbank had dit land de watermaatschappij van Cochabamba geprivatiseerd (september 1999), maar vervolgens na prijsverhogingen en grootschalige protesten de maatregel teruggedraaid (april 2000). In 2005 verklaarde het ICSID zich bevoegd om te zaak te behandelen. De druk opgebouwd door burgercampagnes zorgde echter voor zoveel negatieve aandacht, dat de aandeelhouders uiteindelijk besloten om te schikken voor twee boliviano's.

### Vattenfall vs. Duitsland
Elektriciteitsproducent Vattenfall vorderde in 2009 een bedrag van 1,4 miljard euro tegen Duitsland. Aanleiding waren de nieuwe milieunormen van de stad Hamburg, die volgens het Zweedse bedrijf de winstgevendheid van de in aanbouw zijnde kolencentrale van Moorburg zouden aantasten. Het kwam niet tot een uitspraak doordat de partijen in augustus 2010 een schikking troffen. Het bedrag ervan werd niet bekendgemaakt, maar zou "geheel bevredigend" zijn geweest voor Vattenfall.

### Occidental Petroleum vs. Ecuador
Op 5 oktober 2012 bekwam de firma Occidental Petroleum ("Oxy") een schadevergoeding van 2,3 miljard dollar (rente inbegrepen) in een arbitragezaak tegen Ecuador. Het Amerikaanse oliebedrijf had de zaak ingespannen op grond van een bilateraal investeringsverdrag tussen de VS en Ecuador. Aanleiding was het beëindigen van een boorconcessie en het in beslag nemen van de installaties in 2006, op grond van wetsovertredingen door Oxy (onrechtmatige overdracht van productierechten, overtreding van de hydrocarburenwetgeving). Het tribunaal erkende de inbreuken, maar oordeelde dat ze niet ernstig genoeg waren om de beëindiging te verantwoorden. Ecuador heeft een vernietigingsberoep aangetekend.

### Ping An vs. België
In de nasleep van de ineenstuiking van Fortis spande de Chinese verzekeringsgroep Ping An Insurance een arbitragezaak in tegen de Belgische staat. Ping An had in 2007 een 5%-belang genomen in Fortis, maar zag de waarde daarvan kelderen bij de gedeeltelijke nationalisering en de daaropvolgende verkoop aan BNP Paribas. De verzekeraar diende op 19 september 2012 een arbitrageverzoek in bij het ICSID op grond van investeringsverdragen tussen China en de BLEU, teneinde een schadevergoeding van om en bij de 2 miljard dollar te bekomen. Het was de eerste keer dat een Chinees bedrijf optrad als eiser en ook de eerste keer dat de Belgische staat zich moest verweren in een internationale arbitrage. Op 30 april 2015 wees het ICSID-tribunaal in Washington de eis af.

### RWE vs Nederland
Op 6 februari 2021 meldde dagblad Trouw dat de Duitse energiemaatschappij RWE een schadeclaim van 1,4 miljard euro heeft ingediend bij het ICSID. Deze claim is gebaseerd op de in 2030 geplande sluiting van de kolencentrale in Groningen, die in 2005 op verzoek van toenmalig minister Laurens-Jan Brinkhorst werd gebouwd.

## Kritiek
Volgens een groeiend aantal ontwikkelingslanden is het arbitragesysteem zoals dat van ICSID schadelijk voor hun eigen ontwikkeling: niet transparant en onafhankelijk, de boetes lopen hoog op, en de ruimte om zelf een ontwikkelingsbeleid te voeren wordt ondermijnd.